# Maujaan Dubai Diyaan
Maujaan Dubai Diyaan är punjabispråkig indisk film från 1985 regisserad av Subhash C. Bhakri, med bland annat Vinod Mehra, Bhavana Bhatt, Madhu Malini, Aruna Irani, Ranjeet, Iftekhar, Kaajal Kiran och Mithun Chakraborty i rollerna.